# Malthake
Malthake (* um 45 v. Chr. in Samaria; † 4 v. Chr. in Rom) war die fünfte Frau des judäischen Königs Herodes des Großen. Aus ihrer Ehe mit Herodes gingen der spätere Ethnarch Herodes Archelaos und der (auch im Neuen Testament erwähnte) Tetrarch Herodes Antipas sowie die Tochter Olympias hervor.

## Leben
Malthake stammte aus Samaria. Ihre Ehe mit Herodes wurde um 27 v. Chr. geschlossen. Es ist wegen der Geringschätzung der Samaritaner durch die Juden erstaunlich, dass Herodes überhaupt eine Ehe mit einer Frau aus Samaria einging. Möglicherweise sollte die Ehe mit Malthake Herodes dazu dienen, den Landesteil Samaria stärker an seine Person zu binden. Da Herodes bei Eheschließungen großen Wert auf die Standesgemäßheit der Partner legte, stammte Malthake wahrscheinlich aus einer der vornehmsten Familien des Landes und hat darüber hinaus – wie man vermuten muss – über uns unbekannte persönliche Qualitäten verfügt.
Malthakes Sohn Herodes Archelaos wurde um 23 v. Chr. geboren. Der zweite Sohn Herodes Antipas wurde um 21 v. Chr. und die Tochter Olympias um 19 v. Chr. geboren. Die beiden Brüder wurden später in Rom erzogen.
Aus den Berichten des jüdischen Geschichtsschreibers Flavius Josephus über die zahlreichen Intrigen am Königshof des Herodes geht (indirekt) hervor, dass Malthake und ihre Söhne sich aus diesen gefährlichen Machtspielen erfolgreich herausgehalten haben, so dass Malthake persönlich alle Verwicklungen überlebte und ihre Söhne schließlich – nachdem alle anderen Konkurrenten um den Thron hingerichtet oder enterbt worden waren – vermutlich auch zu ihrer eigenen Überraschung – als hauptsächliche Nachfolger des Königs († 4 v. Chr.) übrigblieben.

## Tod in Rom
Malthake, die beim Tod König Herodes’ etwa 40 Jahre alt gewesen sein muss, begleitete ihre Söhne, die bei Kaiser Augustus ihre Erbansprüche bestätigen lassen wollten, nach Rom. Sie verstarb dort 4 v. Chr. an einer Krankheit, noch bevor ihr Sohn Herodes Archelaos von Augustus zum Ethnarchen von Judäa, Samaria und Idumäa und ihr zweiter Sohn Herodes Antipas zum Tetrarchen von Galiläa erhoben wurde.